# Фороснянська сільська рада
Форосня́нська сільська́ ра́да — адміністративно-територіальна одиниця та орган місцевого самоврядування в Новоселицькому районі Чернівецької області. Адміністративний центр — село Форосна.

## Загальні відомості
- Населення ради: 987 осіб (станом на 2001 рік)

## Населені пункти
Сільській раді підпорядковані населені пункти:
- с. Форосна

## Склад ради
Рада складається з 14 депутатів та голови.
- Голова ради: Щербанюк Флор Леонтійович
- Секретар ради: Шумейко Руслана Олександрівна

### Керівний склад попередніх скликань
| Прізвище, ім'я, по батькові | Основні відомості                                                         | Дата обрання | Дата звільнення |
| --------------------------- | ------------------------------------------------------------------------- | ------------ | --------------- |
| Щербанюк Флор Леонтійович   | Сільський голова, 1966 року народження, освіта вища, член Народної партії | 26.03.2006   | 31.10.2010      |
| Щербанюк Флор Леонтійович   | Сільський голова, 1966 року народження, освіта вища, член Народної партії | 31.10.2010   |                 |

Примітка: таблиця складена за даними сайту Верховної Ради України

### Депутати
За результатами місцевих виборів 2010 року депутатами ради стали:

#### За суб'єктами висування
| Суб'єкт висування | Кількість обраних депутатів | %    |
| ----------------- | --------------------------- | ---- |
| Самовисування     | 12                          | 85,7 |
| Народна партія    | 2                           | 14,3 |

#### За округами
| № округу       | Прізвище, ім'я, по батькові   | Дата визнання обраним | Освіта             | Партійна приналежність | Відомості про обраного депутата              |
| -------------- | ----------------------------- | --------------------- | ------------------ | ---------------------- | -------------------------------------------- |
| Народна Партія |                               |                       |                    |                        |                                              |
| 9              | Журат Василь Іванович         | 01.11.2010            | середня            | член Народної партії   | тимчасово не працює                          |
| 14             | Лупушор Людмила Василівна     | 01.11.2010            | середня            | член Народної партії   | відділення пошти та зв'язку, листоноша       |
| Самовисування  |                               |                       |                    |                        |                                              |
| 1              | Лунга Наталя Михайлівна       | 01.11.2010            | середня спеціальна | позапартійна           | приватний підприємець                        |
| 2              | Дирда Кароліна Вікторівна     | 01.11.2010            | вища               | позапартійна           | Берестецька загальноосвітня школа, вчитель   |
| 3              | Блага Іван Васильович         | 01.11.2010            | середня спеціальна | позапартійний          | пенсіонер                                    |
| 4              | Журат Валерій Михайлович      | 01.11.2010            | середня            | позапартійний          | Фороснянська сільська рада, спеціаліст       |
| 5              | Скакун Микола Андрійович      | 01.11.2010            | середня            | позапартійний          | тимчасово не працює                          |
| 6              | Лунга Валентина Миколаївна    | 01.11.2010            | середня спеціальна | позапартійна           | Фороснянська сільська рада, касир            |
| 7              | Журат Віталій Йосипович       | 01.11.2010            | середня спеціальна | позапартійний          | тимчасово не працює                          |
| 8              | Журат Любов Михайлівна        | 01.11.2010            | середня спеціальна | позапартійна           | Фороснянська сільська рада, бухгалтер        |
| 10             | Ільчук Людмила Михайлівна     | 01.11.2010            | вища               | позапартійна           | Фороснянська загальноосвітня школа, вчитель  |
| 11             | Шпак Віктор Володимирович     | 01.11.2010            | середня спеціальна | позапартійний          | Фороснянська загальноосвітня школа, робітник |
| 12             | Шумейко Руслана Олександрівна | 01.11.2010            | вища               | позапартійна           | тимчасово не працює                          |
| 13             | Саїнчук Адріан Леонідович     | 01.11.2010            | середня спеціальна | позапартійний          | приватний підприємець                        |